# Англиканское сообщество
Англика́нское сообщество (англ. The Anglican Communion) — всемирное объединение поместных (национальных) англиканских Церквей. Не существует единой «Англиканской Церкви», обладающей общей юрисдикцией, так как все национальные англиканские Церкви административно независимы и находятся в полном каноническом единстве с Церковью Англии, которая рассматривается как «Материнская церковь» (mother church) Сообщества по всему миру, и с её главным примасом Архиепископом Кентерберийским (The Archbishop of Canterbury). Статус полного канонического единства означает, что между этими Церквями существует взаимное согласие по важнейшим доктринам и Причастие в каждой поместной Церкви возможно для каждого англиканина.
Объединяя около 77 миллионов последователей, англиканское сообщество является одним из крупнейших христианских сообществ в мире. Некоторые из церквей этого сообщества известны как Англиканские (то есть они точно признают свою историческую связь с Англией (Ecclesia Anglicana в переводе с латыни означает «Английская Церковь» или «Церковь Англии»); другие, как, например, Американская и Шотландская Епископальные Церкви, или Церковь Ирландии, предпочитают отдельные наименования. Каждая Церковь имеет свои собственные доктрину и литургию, и управляется местным примасом.
Архиепископ Кентерберийский, предстоятель Церкви Англии, не обладает официальной канонической или административной властью за её пределами, но он признается символическим главой Сообщества. По отношению к предстоятелям прочих поместных англиканских церквей пользуется первенством чести (primus inter pares — «первый среди равных»).
Англиканское сообщество считает себя частью Единой, Святой, Вселенской и Апостольской Церкви, одновременно Вселенской и Реформированной.

## История возникновения
Как обособленная от Рима религиозная организация, Церковь Англии возникла в ходе Английской реформации на основании Акта о верховенстве 1534 (The Act of Supremacy), принятого парламентом по настоянию Генриха VIII, который объявлял Короля «единственным верховным главою на земле Церкви Англии». Король объявлялся Защитником веры (Fidei Defensor). В 1538 году была введена в официальное пользование «Великая Библия» (The Great Bible) — английский перевод Вульгаты. В июне 1539 года парламент Англии принял закон, известный как «Шесть статей» (Six Articles), который подтверждал основные доктринальные и канонические положения современного католицизма: пресуществление; непричащение мирян Кровью Христовою; целибат духовенства; исполнение обетов целомудрия; разрешение частных месс; важность исповеди. Более радикальные реформы были позже осуществлены Архиепископом Кранмером (Archbishop Cranmer) при Эдуарде VI: «Сорок две статьи» (The Forty-Two Articles) ознаменовали пик кальвинистского влияния в Церкви Англии ; их составление было завершено в 1552 году (провозглашены Королевским Мандатом 19 июня 1553). «Сорок две статьи», вследствие коронации католички Марии I, так и не были введены в действие.
К 1540 году завершилась ликвидация монастырей (The Dissolution of the Monasteries) и передача монастырских активов в ведение Короны. Церковная собственность в конечном итоге оказалась в руках английской аристократии, что создало экономическую базу для укоренения реформ и упрочения политического разрыва с папством.
После недолгой католической реакции в царствование Марии I Тюдор, в 1559, при Елизавете I, был принят второй Акт о верховенстве 1559. Акт подтверждал положения первого, но уточнял титул Монарха в отношении Церкви, каковой определялся как Верховный Правитель Церкви Англии (Supreme Governor of the Church of England).
Монарху принадлежит формальное право назначать Архиепископа и епископов по представлению премьер-министра, хотя фактическая процедура назначения сложна и многоступенчата. Примас Церкви Англии — Архиепископ Кентерберийский, который признаётся духовным лидером всего Сообщества, но не имеет административной власти за пределами Англии, кроме нескольких Церквей, которые предпочли остаться в его ведении. Значительная часть епископов Церкви Англии ex officio суть члены палаты лордов — так наз. духовные лорды (Lords Spiritual).
Старейший из существующих англиканских храмов за пределами Британских островов, Церковь св. Петра (Бермудские острова), был основан в 1612 (хотя современное здание было несколько раз перестроено за последнее столетие). Она также является старейшей из существующих протестантских церквей в Новом Свете. Она оставалась частью Церкви Англии до 1978 года, когда Англиканская Церковь Бермудских о-в отделилась от неё. Церковь Англии была государственной Церковью не только в Англии, но и во всех её заморских колониях.
Таким образом, единственными Церквами-членами нынешнего Англиканского сообщества, которые уже существовали к середине XVIII века были Церковь Англии, её ближайшая церковь-сестра — Церковь Ирландии (англ. The Church of Ireland) (которая также отделилась от Римско-католической церкви в правление Генриха VIII) и Шотландская епископальная церковь, которая в XVII и XVIII веках была частично полулегальной (из-за подозрений в её симпатиях к якобитам).
Расширение Британской Империи в XVIII и XIX веках также привело к расширению административных границ церкви. В начале, все эти Церкви в колониях находились под юрисдикцией Лорда-Епископа Лондона. После Американской революции, приходы нового независимого государства посчитали необходимым формально порвать с той церковью, чьим Верховным Правителем (англ. The Supreme Governor of the Church of England) был Британский монарх. Таким образом, после довольно дружелюбного отделения, они сформировали свои собственные диоцезы и национальную церковь, Епископальную Церковь Соединенных Штатов Америки.
Примерно в это же время в колониях, которые оставались связанными с Короной, Церковь Англии начала назначать колониальных епископов (colonial bishops). В 1787 был назначен епископ Новой Шотландии с юрисдикцией над всей Британской Северной Америкой; через некоторое время были назначены епископы в ряд городов современной Канады. В 1814 была создана кафедра епископа в Калькутте; в 1824 году первый епископ был направлен в Вест-Индию, а в 1836— в Австралию. К 1840 году Церковь Англии назначила всего десять колониальных епископов, но уже и это начинание сильно содействовало росту англиканства в мире. В 1841 был создан Колониальный Епархиальный совет (Colonial Bishoprics Council) и вскоре было создано большое количество диоцезов.
Со временем, появилась общая практика объединять эти диоцезы в Провинции и назначать для каждой из них митрополита (англ. metropolitan или англ. metropolitan bishop). В начале Церковь Англии была государственной церковью в большинстве колоний. Однако в 1861 было решено, что во всех колониях, за исключением тех, где она обладала особым государственным статусом, Церковь Англии будет обладать таким же юридически статусом, что и все остальные Церкви. Таким образом, колониальный епископ и колониальный диоцез отличались от епископов и диоцезов в Англии. Со временем епископов стали назначать сами местные церкви, а не поставлять их из Англии. Постепенно национальные синоды стали регулировать церковное законодательство независимо от Церкви Англии.
Важным шагом в развитии современного Сообщества стала идея Ламбетских Конференций. Эти конференции демонстрировали, что епископы разных Церквей могут проявлять единство Церкви через епископальную коллегиальность в отсутствие всеобщих юридических связей. Некоторые епископы очень неохотно посещали эти конференции из опасения, что подобное собрание может провозгласить себя Собором с властью создавать и регулировать церковное законодательство. Поэтому, была достигнута договоренность принимать лишь резолюции, носящие рекомендательный характер. Ламбетские конференции стали проводить примерно каждые десять лет с 1878 (вторая подобная конференция), и по сей день они остаются наиболее зримыми символами единства всего Сообщества.

## Экклезиология, организация, традиция
Англиканское сообщество не представляет собой юридической структуры и не имеет каких-либо специальных органов, на которые возложена задача управления и контроля над церквями. В Лондоне под эгидой Архиепископа Кентерберийского функционирует Канцелярия Англиканского сообщества, играющая, однако, лишь организационную и вспомогательную роль. Сообщество объединено общей историей, традицией, структурой и участием в международных совещательных органах.
Три фактора обеспечивают единство Англиканского сообщества: единая организационная структура церквей, входящих в Сообщество, представляющая собой епископальную иерархию, поддерживаемую через апостольское преемство и синодальное управление; принципы вероучения, отраженные в литургии и принятых молитвенниках; исторические документы и труды богословов, повлиявшие на традицию Сообщества.
Изначально Церковь Англии была самостоятельной, самодостаточной Церковью, строившей свою идентичность на собственной истории и поддерживавшей своё единство посредством воспроизведения епископальной структуры и сохранения своего положения в качестве государственной церкви. Епископальная структура была чрезвычайно важна для сохранения внутреннего единства Сообщества ввиду важности роли, которую играли епископы в поддержании кафоличности и экуменизма.
На ранней стадии своего развития Церковь Англии разработала собственную книгу молитв, получившую название «Книга общих молитв» (The Book of Common Prayer) и сделанную обязательной «Актами о единообразии». Англиканская традиция формировалась не под влиянием какого-либо высшего теологического органа и не была связана с каким-либо отцом-основателем, напротив — она всегда обращалась именно к Книге общих молитв как к источнику своей теологии и практики. Это привело к формированию принципа «lex orandi, lex credendi» («закон молитвы — закон веры», досл.), ставшего краеугольным камнем Англиканской традиции.
Острый конфликт между протестантами и католиками в XVII веке привел к тесному сплочению многих протестантских церквей с очень разными доктринами и принципами, но готовых принять очень широкие границы допустимых расхождений. Эти границы были установлены в соответствующих частях молитвенных книг, а также в «39 статьях». Эти статьи сильно повлияли на традицию Сообщества, которая была развита и укреплена такими теологами как Ричард Хукер, Ланселот Эндрюс и Джон Коузин.
С расширением Британской Империи и распространением англиканства за пределами собственно Великобритании и Ирландии, Сообщество встало перед проблемой разработки новых механизмов поддержания внутреннего единства. Таким механизмом стали Ламбетские конференции епископов Сообщества, первая из которых была созвана в 1867 году Архиепископом Кентерберийским Чарльзом Лонгли (Charles Longley). Конференции эти не были направлены на ущемление внутренней автономии появляющихся провинций, а на «обсуждение вопросов, представляющих практический интерес, а также того, что мы полагаем, может стать необходимым в качестве направляющих ориентиров будущей деятельности».

## Институты управления Сообществом (Instruments of Communion)
Как уже было отмечено, Англиканское сообщество не имеет международной юридической структуры. Роль Архиепископа Кентерберийского является чисто символической, а три международных организации Сообщества являются консультативными и сотрудничают друг с другом, однако их резолюции не носят обязательного характера для независимых провинций Сообщества. Однако, вместе четыре этих института функционируют как «Институты управления Сообществом», так как все церкви Сообщества в ним участвуют. В порядке древности, «Институты управления Сообществом» это:
1. Архиепископ Кентерберийский (ab origine) действует как духовный глава Сообщества. Он — фокус единства, так как ни одна Церковь не просит членства в Сообществе не состоя в общении с ним. Ныне кафедру Кентербери занимает Архиепископ Джастин Уэлби.
2. Ламбетская Конференция (впервые проведена в 1867 году) — старейшее международное собрание. Это форум для епископов Сообщества, где они подтверждают и подкрепляют единство и коллегиальность через епископальность; обсуждают общие вопросы и проблемы; принимают резолюции, которые должны служить в качестве ориентиров. Конференции проводятся приблизительно каждые десять лет по призыву Архиепископа Кентерберийского.
3. Англиканский Консультативный Совет[англ.] (впервые собрался в 1971, был создан в 1968 резолюцией Ламбетской Конференции, и обычно собирается через каждые три года. Совет состоит из представителей (епископов, клириков и мирян), избранных 38 провинциями. У Совета есть постоянный секретариат, Канцелярия Англиканского сообщества[англ.], в которой председательствует Архиепископ Кентерберийский.
4. Встреча Примасов[англ.] (впервые собралась в 1979) — это наиболее позднее выражение соборности, которое было созвано Архиепископом Дональдом Когганом в качестве форума для «неторопливой мысли, молитвы и глубокого обсуждения».

## Провинции Сообщества
Все сорок одна Провинция Англиканского сообщества являются независимыми, каждая со своим примасом и управляющими структурами. Провинции могут представлять собой национальные церкви (как в Канаде, Уганде или Японии), или региональные церкви (как в Вест-Индии, Центральной Африке или Юго-Восточной Азии).
41-й автокефальной (провинциальной) церковью в составе мирового Англиканского Сообщества в январе 2020 года стала Епископальная Александрийская церковь
В Соединенном Королевстве существует четыре Церкви, входящих в Сообщество: Церковь Ирландии, Шотландская епископальная церковь, Церковь Уэльса и Церковь Англии.
Сорок одна Провинция Англиканского сообщества:
| - Англиканская Епископальная Церковь Бразилии (The Igreja Episcopal Anglicana do Brasil) - Англиканская Церковь Австралии (The Anglican Church of Australia) - Англиканская Церковь Бурунди (The Anglican Church of Burundi) - Англиканская Церковь в Аотеароа, Новой Зеландии и Полинезии (The Anglican Church in Aotearoa, New Zealand and Polynesia) - Англиканская Церковь Центральной Америки (The Iglesia Anglicana de la Region Central America) - Англиканская Церковь Гонконга (Hong Kong Sheng Kung Hui) - Англиканская церковь Канады (The Anglican Church of Canada) - Англиканская Церковь Кении (The Anglican Church of Kenya) - Англиканская Церковь Кореи (The Anglican Church of Korea) - Англиканская Церковь Мексики (The Anglican Church of Mexico) - Англиканская Церковь Папуа Новой Гвинеи (The Anglican Church of Papua New Guinea) - Англиканская Церковь Южной Америки (Iglesia Anglicana del Cono Sur de las Americas) - Англиканская Церковь Танзании (The Anglican Church of Tanzania) - Англиканская Церковь Южной Африки (The Anglican Church of Southern Africa) - Англиканская церковь Японии (The Nippon Sei Ko Kai) - Епископальная Александрийская церковь (Episcopal Province of Alexandria) - Епископальная Церковь Иерусалима и Ближнего Востока (The Episcopal Church in Jerusalem and the Middle East) - Епископальная Церковь Соединенных Штатов Америки (The Episcopal Church of the United States of America) - Епископальная Церковь Судана (The Episcopal Church of the Sudan) - Епископальная Церковь Филиппин (The Episcopal Church in the Philippines) - Провинция Англиканской Церкви Конго (The Province de L’Eglise Anglicane Du Congo) | - Церковь Англии (The Church of England) - Церковь Бангладеш (The Church of Bangladesh) - Церковь Ирландии (The Church of Ireland) - Церковь Нигерии (The Church of Nigeria) - Церковь Пакистана (The Church of Pakistan) - Церковь Провинции Бирма (The Church of the Province of Myanmar) - Церковь Провинции Вест-Индии (The Church in the Province of the West Indies) - Церковь Провинции Западной Африки (The Church of the Province of West Africa) - Церковь Провинции Индийского Океана (The Church of the Province of the Indian Ocean) - Церковь Провинции Меланезия (The Church of the Province of Melanesia) - Церковь Провинции Руанда (The Church of the Province of Rwanda) - Церковь Провинции Центральной Африки (The Church of the Province of Central Africa) - Церковь Провинции Юго-Восточная Азия (The Church of the Province of South East Asia) - Церковь Северной Индии (The Church of North India) - Церковь Уганды (The Church of Uganda) - Церковь Уэльса (The Church in Wales) - Церковь Южной Индии (The Church of South India) - Шотландская епископальная церковь (The Scottish Episcopal Church) |

Кроме того, в Сообщество входят шесть церквей (extra-provincial churches), не входящих в провинции, пять из которых находятся под юрисдикцией Архиепископа Кентерберийского:
- Англиканская Церковь Бермудских островов (The Anglican Church of Bermuda) (в юрисдикции Архиепископа Кентерберийского)
- Епископальная Церковь Кубы (Iglesia Episcopal de Cuba) (в юрисдикции епископского совета)
- Приход Фолклендских островов (The Parish of the Falkland Islands) (в юрисдикции Архиепископа Кентерберийского)
- Лузитанская Католическая Апостольская Евангелическая Церковь (The Lusitanian Catholic Apostolic Evangelical Church) (в юрисдикции Архиепископа Кентерберийского)
- Испанская Реформированная Епископальная Церковь (The Spanish Reformed Episcopal Church) (в юрисдикции Архиепископа Кентерберийского)
- Церковь Цейлона (The Church of Ceylon) (в юрисдикции Архиепископа Кентерберийского)

## В США. Канонические проблемы и споры
В Соединённых Штатах Америки англиканская церковь именуется Епископальной церковью США (англ. The Episcopal Church); насчитывает около 2-х миллионов 300 тысяч членов.
С 1990-х позиция Епископальной Церкви США по рукоположению гомосексуалов и однополым бракам и неприятие её другими Церквами — прежде всего в Африке и Азии — основной источник раздоров между разными поместными Церквами Англиканского сообщества. В 2007 году со стороны ряда епископов церкви в США высказывалась готовность пойти на разрыв (схизму) для сохранения «либеральных» принципов. На состоявшемся в феврале 2007 в Дар-эс-Саламе съезде Предстоятелей Англиканских Церквей, церкви в США был фактически предъявлен ультиматум засвидетельствовать до 30 сентября своё неприятие «гомосексуальной практики», и не совершать благословений однополых браков и не совершать более хиротоний открытых гомосексуалов.
Консервативная часть церкви в США сочла, что она подвергается изоляции и вытеснению из Епископальной церкви.
20 марта 2007 в США, в городе Навасота, штат Техас, епископы Епископальной церкви отвергли ультиматум съезда в Дар-эль-Саламе, заявив, что он имеет черты «колониализма, от которого Епископальная Церковь освободилась», и заменяет местное самоуправление мирян папистской моделью — «решениями далёкой и неподотчётной группы прелатов». Тем не менее, заявление выражает «страстное желание оставаться в полном общении как с Англиканским сообществом, так и Епископальной церковью».
Возможное отпадение Епископальной церкви от Сообщества чревато резким сокращением финансирования центральных международных программ Сообщества, около трети бюджета которого составляет вклад членов Церкви США.
25 сентября 2007 в Новом Орлеане завершилось заседание Палаты епископов Генеральной конвенции — законодательного и управляющего органа Епископальной церкви США. Было принято решение «воздерживаться от посвящения в епископский сан людей, чей образ жизни является вызовом для церквей, входящих в Содружество».
19 июля 2008 года в Кентербери (Англия) открылась Ламбетская конференция — всемирный съезд англиканских епископов, проводимый каждые 10 лет; около 200 епископов отказались участвовать в конференции, некоторые из них — в знак протеста против «либеральных тенденций», поддерживаемых Генеральным синодом Церкви Англии. Конференция завершилась тем, что архиепископ Кентерберийский призвал ввести пятилетний мораторий на рукоположение открытых гомосексуалов.

## В России
Капелланства Церкви Англии в России зарегистрированы Минюстом РФ в 1992, как «Англиканская церковь». Капеллан англиканской церкви св. Андрея в Москве обслуживает также небольшие общины верующих англикан в Баку, Тбилиси, Ереване. Капелланства в России (всего их три: в Москве, Санкт-Петербурге и Владивостоке) входят в Диоцез Гибралтара в Европе.